# Alessandro Fersen
Alessandro Fersen (Lodz, 5 de diciembre de 1911-Roma, 3 de octubre de 2001) fue un dramaturgo, actor, director de escena, autor y profesor italiano de origen polaco.

## Biografía
Nacido como Aleksander Fajrajzen en Lodz, en el seno de una familia judía, Fersen se trasladó a Génova con su familia en 1913. Alumno de Giuseppe Rensi, en 1934 se licenció en filosofía por la Universidad de Génova con una tesis publicada posteriormente con el título L'Universo come giuoco. Debido a las leyes antisemitas de 1938, se trasladó a París (donde asistió al Collège de France) y luego a Europa del Este. De vuelta a Italia en 1943, participó en la resistencia en Liguria, en un grupo partisano vinculado al Partido Socialista Italiano, antes de trabajar en Suiza, donde entabló amistad con Emanuele Luzzati y Giorgio Colli.
Regresó a Italia al final de la Segunda Guerra Mundial, y tras un periodo en el que se dedicó a la actividad política (siendo miembro de la Secretaría del Comité de Liberación Nacional de Génova y Liguria) y al periodismo (como colaborador de los periódicos Il Lavoro y Corriere del Popolo), en 1947 inició su actividad como director de teatro con el drama Leah Lebowitz, obra que había tomado de una leyenda jasídica. Esta obra inició la colaboración artística, que durará décadas, con Emanuele Luzzati, con quien fundó el Teatro Ebraico, poniendo en escena dramas escritos por él como Golem (1969) o Leviatán (1974).
Fersen trabajó durante más de una década para el Teatro Stabile de Génova, dirigiendo adaptaciones de Shakespeare, Pirandello, Molière y Anouilh, entre otros. En 1957 inició una carrera como profesor de teatro fundando una escuela de interpretación en Roma, el Studio di arti sceniche, inspirado en el sistema de improvisación de Stanislavski. También fue autor de ensayos críticos y teóricos, orientados a un teatro interdisciplinar, y actor activo en el escenario, en la televisión y en el cine.

## Filmografía
| Año  | Título                                  | Papel            | Notas                    |
| ---- | --------------------------------------- | ---------------- | ------------------------ |
| 1942 | Un colpo di pistola                     |                  | No acreditado            |
| 1949 | The Earth Cries Out                     | Rabino           |                          |
| 1949 | The Walls of Malapaga                   |                  | No acreditado            |
| 1950 | Il sentiero dell'odio                   |                  |                          |
| 1951 | Lorenzaccio                             |                  |                          |
| 1953 | Perdonami!                              |                  |                          |
| 1953 | Woman of the Red Sea                    | Profesor Krauss  |                          |
| 1953 | Il viale della speranza                 | Director Gabelli |                          |
| 1953 | Puccini                                 | Padre de Delia   |                          |
| 1953 | Condemned to Hang                       | Cesare Rovelli   |                          |
| 1953 | Jealousy                                | Don Silvio       |                          |
| 1953 | Musoduro                                | Doctor Biondi    |                          |
| 1953 | Viva la rivista!                        |                  |                          |
| 1954 | Delirio                                 |                  |                          |
| 1954 | Theodora, Slave Empress                 |                  |                          |
| 1954 | Ulysses                                 | Diomede          |                          |
| 1954 | The Two Orphans                         | Michel Gérard    |                          |
| 1954 | I cavalieri della regina                |                  |                          |
| 1955 | La ciudad perdida (Terroristi a Madrid) | Padre de Rafael  |                          |
| 1955 | Le Amiche                               |                  | No acreditado            |
| 1955 | Desperate Farewell                      | Doctor Lena      |                          |
| 1956 | La capinera del mulino                  | Aimone           |                          |
| 1986 | Giovanni Senzapensieri                  | Profesor         | Última aparición en cine |